# Silly Wizard
Silly Wizard fue una banda de folk escocés, formada alrededor de 1971 en Edimburgo. 

## Historia
Actuaron en el Triangle Folk Club durante un tiempo, dando posteriormente una gira por Francia en 1972. Poco después firmaron un contrato con Transatlantic Records para grabar un álbum con Maddy Taylor, quien había cantado con ellos en la gira. El álbum fue grabado, pero nunca llegó a ser comercializado.
La banda, a continuación, incorporó a Phil Cunningham, Alastair Donaldson, Martin Hadden y Andy M. Stewart. Su primer LP publicado fue Silly Wizard, con el que comenzaron una gira por Europa. Hubo algunos cambios de formación antes de grabar su segundo LP, Caledonia's Hardy Sons (Highway Records).
Silly Wizard tocó una gran variedad de música folk escocesa, instrumental o no, desde rápidos jigs o reels hasta aires lentos. Mientras la mayoría de la música que tocaban eran temas tradicionales, la banda también compuso varias por su propia cuenta. Phil Cunningham compuso generalmente temas instrumentales centrados en el acordeón, y Stewart compuso varias canciones a menudo claramente tradicionales. El sonido global del grupo cambió poco hasta su último álbum, A Glint of Silver, que introdujo el sintetizador como una parte prominente de la banda, dándoles un sonido ligeramente new age.
Continuaron grabando hasta los últimos años de los 1980s, cuando la banda finalmente se separó tras actuar durante diecisiete años y publicar nueve álbumes.
Johnny Cunningham murió el 15 de diciembre de 2003, en New York.

## Componentes
- Johnny Cunningham (violín, viola, mandola, voz).
- Bob Thomas (guitarra, mandolina, mandola, banjo, concertina).
- Gordon Jones (guitarra, bodhrán, voz, bouzouki, mandola).
- Phil Cunningham, (acordeón, tin whistle, armonio, sintetizador, guitarra, voz).
- Alastair Donaldson, Martin Hadden (bajo, guitarra, piano).
- Andy M. Stewart (voz, whistle, banjo).

## Discografía
- 1976 Silly Wizard
- 1978 Caledonia's Hardy Sons
- 1979 So Many Partings
- 1980 Take the High Road (Single), sintonía del programa de la STV (cadena de televisión escocesa) del mismo nombre
- 1981 Wild and Beautiful
- 1983 Kiss the Tears Away
- 1985 Live In America
- 1985 Golden Golden
- 1985 The Best Of Silly Wizard
- 1987 A Glint of Silver
- 1988 Live Wizardry